# Клептократия
Клептокра́тия (от др.-греч. κλέπτειν «воровать» + κράτος «господство, власть», буквально «власть воров») — правительство, контролируемое мошенниками, использующими преимущества власти для увеличения личного богатства и политического влияния, с помощью расхищения государственных средств, иногда даже без попыток имитации собственно честной службы народу.
Для клептократии характерна вертикально интегрированная коррупция.

## Ключевые особенности
Клептократии наиболее распространены в неразвивающихся странах третьего мира, погрязших в нищете, где в экономике (часто как наследие колониализма) доминирует добыча ресурсов.
Сьюзан Роуз-Акерман классифицирует клептократию как одну из четырёх форм коррупционного государства, в котором взяткополучателями выступают высшие эшелоны власти, а взяткодатели многочисленны. При этом она различает причины этого: первичную роль государства в вымогательстве взяток или слабость государственных институтов. По этой классификации клептократия отличается от мафиозного государства, которое связывается с коррупцией на нижних ступенях и допуском организованной преступности к контролю над прибыльными отраслями экономики, и двусторонней монополии, отличающейся высокой ролью государства в экономике, искусственно ограничивающего число предприятий, получающих государственные заказы и финансовую помощь.
Клептократическая финансовая система обычно состоит из четырёх ступеней:
1. клептократы или те, кто действует от их имени, создают анонимные подставные компании или их сети, чтобы скрыть происхождение средств, для чего используются номинальные директора и акционеры для сокрытия клептократа, как конечного бенефициарного собственника средств[5];
2. средства клептократа переводятся в западную финансовую систему через счета, на которых процедуры борьбы с отмыванием денег слабы или не действуют[6][7];
3. финансовые операции, проводимые клептократом в западной стране, завершают интеграцию фондов. После того, как клептократ приобрёл актив, он может быть перепродан, обеспечивая юридически чистое происхождение средств. Исследования показали, что особенно популярным методом является покупка элитной недвижимости;
4. клептократы могут использовать свои отмытые средства для отмывания репутации, нанимая фирмы по связям с общественностью для создания положительного общественного имиджа и юристов для подавления журналистского расследования их политических связей и происхождения их богатства[8][9].

## Последствия
Последствия подобных режимов в политике, экономике и сфере гражданских прав губительны для наций, находящихся под гнётом клептократов. Клептократия часто подрывает перспективы привлечения иностранных инвестиций и резко ослабляет внутренний рынок и международную торговлю. В то время как клептократы пользуются для личных нужд деньгами своих граждан, отмывая деньги и растрачивая государственные средства на роскошь, качество жизни любого живущего в клептократии гражданина неуклонно падает.
Кроме того, деньги, которые крадут клептократы, часто взяты из средств, которые предназначались для общественных благ, таких, как строительство больниц, школ, дорог, парков и т. п., что ещё сильнее снижает качество жизни проживающих под клептократией. Квазиолигархии, возникающие как последствия клептократий, также подрывают демократию (либо любой другой политический формат государства, в котором оно находится).

## Примеры
Классическим примером клептократа является Рафаэль Трухильо, бывший диктатор Доминиканской Республики.
В начале 2004 года расположенное в Германии антикоррупционное агентство NGO Transparency International опубликовало список самых богатых клептократов.
По размерам предположительно украденных средств:
- Бывший президент Филиппин Фердинанд Маркос (5 млрд — 10 млрд $);
- Бывший президент Туниса Зин эль-Абидин Бен Али (5 млрд $);
- Бывший (на 2004 год действующий) президент Заира Мобуту Сесе Секо (5 млрд $);
- Бывший президент Нигерии Сани Абача (2 млрд — 5 млрд $);
- Бывший президент Югославии Слободан Милошевич (1 млрд $);
- Бывший президент Перу Альберто Фухимори (600 млн $);
- Бывший президент Гаити Жан-Клод Дювалье (300 млн — 800 млн $);
- Бывший премьер-министр Украины Павел Лазаренко (114 млн — 200 млн $);
- Бывший президент Никарагуа Арнольдо Алеман (100 млн $);
- Бывший президент Филиппин Джозеф Эстрада (78 млн — 80 млн $).

В современное время в данный список вносят ещё нескольких человек (по мнению иных источников):
- Бывший президент Индонезии Сухарто (15 — 35 млрд $)[14];
- Бывший президент Украины Виктор Янукович (30 млрд $) в 2016 году возглавил рейтинг коррупционеров[15] по версии Transparency International, объём украденных окружением Януковича средств, по оценке эксперта Атлантического Совета Алана Райли, составляет по меньшей мере 30 млрд долларов[16];
- Бывший президент Украины Пётр Порошенко (1,6 млрд $);
- Бывший президент Казахстана Нурсултан Назарбаев (6 млрд $);
- Бывший президент КыргызстанаКурманбек Бакиев (240 млн $)
- Бывший президент Кении Даниэль арап Мои (1 миллиард фунтов стерлингов);
- Президент Экваториальной Гвинеи Теодоро Обианг (600 млн $);
- Действующий президент России Владимир Путин (Андерс Ослунд оценивает состояние Путина в 160 млрд $[17], по оценке У. Браудера в 200 млрд $[18][19][20][21][22][23], признаки клептократического режима были уже в 1991 году (см. Работа Владимира Путина в органах власти Ленинграда и Санкт-Петербурга)[24]). Нобелевский лауреат по экономике Пол Кругман в статье 2014 года назвал правление Путина клептократией[25].

## Наркоклептократия
Наркоклептократия — это общество, управляемое «ворами», занимающимися торговлей наркотиками.
Термин берёт своё начало с доклада, подготовленного Комитетом Сената США по международным отношениям, управляемым сенатором от штата Массачусетс Джоном Керри. Термин был использован специально для описания режима Мануэля Норьеги в Панаме. Термин нарко-капитализм имеет такое же важное значение.